# Renault 7CV
Pour les articles homonymes, voir Renault (homonymie).
Renault 7CV est l’appellation commerciale d'une automobile de la marque Renault produite de 1903 à 1904.
Durant sa carrière, la voiture a connu des évolutions, correspondant à deux types différents :
- Renault Type R (1903)
- Renault Type T (1903–1904)